# Ophiobyrsa serpens
Ophiobyrsa serpens är en ormstjärneart som beskrevs av George Richard Lyman 1883. Ophiobyrsa serpens ingår i släktet Ophiobyrsa och familjen skinnormstjärnor. Inga underarter finns listade i Catalogue of Life.